# UCI ProSeries 2021
De UCI ProSeries 2021 was de tweede editie van deze UCI-wielerkalender met wedstrijden voor professionele renners. Deze serie is het tweede niveau, onder de UCI World Tour en boven de UCI Continentale circuits.
Voor 2021 werden 52 koersen op de kalender opgenomen, 27 eendaagse wedstrijden (1.Pro) en 25 etappewedstrijden (2.Pro) waarvan 44 in Europa, vijf in Azië en drie in Amerika. De ProSeries ving aan met de Ronde van de Provence die van 11 tot en met 14 februari plaatsvond en eindigde met de GP van Plumelec op 16 oktober. De Ronde van San Juan, de Ronde van Langkawi, de Ronde van Oman, de Ronde van Yorkshire, de Vierdaagse van Duinkerke, de ZLM Tour, de Ronde van Utah, de Ronde van Oostenrijk, de Maryland Cycling Classic en de Japan Cup werden geannuleerd vanwege de coronapandemie. Enkele andere wedstrijden kregen een nieuwe plaats op de kalender.

## Ploegen
Dit seizoen waren er negentien Pro Teams.
| Ploeg                       | Land             | Renners | Fietsmerk        | UCI-Code | Sinds |
| --------------------------- | ---------------- | ------- | ---------------- | -------- | ----- |
| Alpecin-Fenix               | België           | 32      | Canyon           | APF      | 2009  |
| Androni Giocattoli-Sidermec | Italië           | 23      | Bottecchia       | ANS      | 1981  |
| B&B Hotels p/b KTM          | Frankrijk        | 24      | KTM              | BVC      | 2018  |
| Bardiani-CSF-Faizanè        | Italië           | 20      | Guerciotti       | BCF      | 1982  |
| Bingoal Pauwels Sauces WB   | België           | 20      | Ridley           | WVA      | 2011  |
| Burgos-BH                   | Spanje           | 20      | BH               | BBH      | 2008  |
| Caja Rural-Seguros RGA      | Spanje           | 25      | De Rosa          | CJR      | 2000  |
| DELKO                       | Frankrijk        | 25      | LOOK             | NDP      | 2008  |
| EOLO-Kometa                 | Italië           | 20      | Aurum            | KTX      | 2018  |
| Equipo Kern Pharma          | Spanje           | 20      | Giant            | EKP      | 2020  |
| Euskaltel-Euskadi           | Spanje           | 20      | Orbea            | FOR      | 2018  |
| Gazprom-RusVelo             | Rusland          | 21      | Colnago          | GAZ      | 2012  |
| Rally Cycling               | Verenigde Staten | 18      | Felt             | RLY      | 2007  |
| Sport Vlaanderen-Baloise    | België           | 20      | Merckx           | SVB      | 2003  |
| Team Arkéa Samsic           | Frankrijk        | 30      | Canyon           | ARK      | 2005  |
| Team Novo Nordisk           | Verenigde Staten | 16      | Colnago          | TNN      | 2008  |
| Team TotalEnergies          | Frankrijk        | 26      | Wilier Triestina | TDE      | 2000  |
| Uno-X Pro Cycling Team      | Noorwegen        | 23      | Dare             | UXT      | 2010  |
| Vini Zabù                   | Italië           | 26      | KTM              | THR      | 2009  |

## Kalender
| Datum    | Koers                                         | Winnaar              | Winnaar                    | Klassementsleider UCI-ranking | Ploegenklassement UCI-ranking |
| -------- | --------------------------------------------- | -------------------- | -------------------------- | ----------------------------- | ----------------------------- |
| 11-14/02 | Ronde van de Provence (uitslag)               | Iván Sosa            | INEOS Grenadiers           | Mathieu van der Poel          | Arkéa-Samsic                  |
| 14/02    | Clásica de Almería                            | Giacomo Nizzolo      | Team Qhubeka-ASSOS         | Mathieu van der Poel          | Arkéa-Samsic                  |
| 27/02    | Faun-Ardèche Classic                          | David Gaudu          | Groupama-FDJ               | Mathieu van der Poel          | Total Direct Energie          |
| 28/02    | Kuurne-Brussel-Kuurne (uitslag)               | Mads Pedersen        | Trek-Segafredo             | Mathieu van der Poel          | Total Direct Energie          |
| 28/02    | La Drôme Classic (uitslag)                    | Andrea Bagioli       | Deceuninck–Quick-Step      | Mathieu van der Poel          | Total Direct Energie          |
| 03/03    | Trofeo Laigueglia (uitslag)                   | Bauke Mollema        | Trek-Segafredo             | Mathieu van der Poel          | Arkéa-Samsic                  |
| 07/03    | GP Industria & Artigianato-Larciano (uitslag) | Mauri Vansevenant    | Deceuninck–Quick-Step      | Mathieu van der Poel          | Arkéa-Samsic                  |
| 17/03    | Nokere Koerse (uitslag)                       | Ludovic Robeet       | Bingoal-Wallonie Bruxelles | Mathieu van der Poel          | Alpecin-Fenix                 |
| 19/03    | Bredene Koksijde Classic (uitslag)            | Tim Merlier          | Alpecin-Fenix              | Mathieu van der Poel          | Alpecin-Fenix                 |
| 03/04    | Grote Prijs Miguel Indurain                   | Alejandro Valverde   | Movistar Team              | Mathieu van der Poel          | Alpecin-Fenix                 |
| 07/04    | Scheldeprijs (uitslag)                        | Jasper Philipsen     | Alpecin-Fenix              | Mathieu van der Poel          | Alpecin-Fenix                 |
| 14/04    | Brabantse Pijl (uitslag)                      | Tom Pidcock          | INEOS Grenadiers           | Mathieu van der Poel          | Alpecin-Fenix                 |
| 11-18/04 | Ronde van Turkije (uitslag)                   | José Manuel Díaz     | DELKO                      | Mathieu van der Poel          | Alpecin-Fenix                 |
| 14-18/04 | Ronde van Valencia (uitslag)                  | Stefan Küng          | Groupama-FDJ               | Mathieu van der Poel          | Alpecin-Fenix                 |
| 19-23/04 | Ronde van de Alpen (uitslag)                  | Simon Yates          | Team BikeExchange          | Mathieu van der Poel          | Alpecin-Fenix                 |
| 05-09/05 | Ronde van de Algarve (uitslag)                | João Rodrigues       | W52 FC Porto               | Mathieu van der Poel          | Alpecin-Fenix                 |
| 16/05    | Tro Bro Léon (uitslag)                        | Connor Swift         | Arkéa-Samsic               | Mathieu van der Poel          | Alpecin-Fenix                 |
| 18-22/05 | Ruta del Sol (uitslag)                        | Miguel Ángel López   | Movistar Team              | Mathieu van der Poel          | Alpecin-Fenix                 |
| 27-30/05 | Boucles de la Mayenne                         | Arnaud Démare        | Groupama-FDJ               | Mathieu van der Poel          | Alpecin-Fenix                 |
| 05/06    | Dwars door het Hageland (uitslag)             | Rasmus Tiller        | Uno-X Pro Cycling Team     | Mathieu van der Poel          | Alpecin-Fenix                 |
| 09-13/06 | Ronde van België (uitslag)                    | Remco Evenepoel      | Deceuninck–Quick-Step      | Mathieu van der Poel          | Alpecin-Fenix                 |
| 09-13/06 | Ronde van Slovenië                            | Tadej Pogačar        | UAE Team Emirates          | Mathieu van der Poel          | Alpecin-Fenix                 |
| 20-24/07 | Ronde van Wallonië (uitslag)                  | Quinn Simmons        | Trek-Segafredo             | Mathieu van der Poel          | Alpecin-Fenix                 |
| 03-07/08 | Ronde van Burgos (uitslag)                    | Mikel Landa          | Bahrain-Victorious         | Mathieu van der Poel          | Alpecin-Fenix                 |
| 05-08/08 | Arctic Race of Norway (uitslag)               | Ben Hermans          | Israel Start-Up Nation     | Mathieu van der Poel          | Alpecin-Fenix                 |
| 10-14/08 | Ronde van Denemarken (uitslag)                | Remco Evenepoel      | Deceuninck–Quick-Step      | Mathieu van der Poel          | Alpecin-Fenix                 |
| 19-22/08 | Ronde van Noorwegen                           | Ethan Hayter         | INEOS Grenadiers           | Mathieu van der Poel          | Alpecin-Fenix                 |
| 28/08    | Brussels Cycling Classic                      | Remco Evenepoel      | Deceuninck–Quick-Step      | Mathieu van der Poel          | Alpecin-Fenix                 |
| 26-29/08 | Ronde van Duitsland                           | Nils Politt          | BORA-hansgrohe             | Mathieu van der Poel          | Alpecin-Fenix                 |
| 05-12/09 | Ronde van Groot-Brittannië (uitslag)          | Wout van Aert        | Team Jumbo-Visma           | Mathieu van der Poel          | Alpecin-Fenix                 |
| 12/09    | GP Fourmies                                   | Elia Viviani         | Cofidis                    | Mathieu van der Poel          | Alpecin-Fenix                 |
| 15/09    | Grote Prijs van Wallonië                      | Christophe Laporte   | Cofidis                    | Mathieu van der Poel          | Alpecin-Fenix                 |
| 16/09    | Coppa Sabatini                                | Michael Valgren      | EF Education-Nippo         | Mathieu van der Poel          | Alpecin-Fenix                 |
| 14-18/09 | Ronde van Luxemburg                           | João Almeida         | Deceuninck–Quick-Step      | Mathieu van der Poel          | Alpecin-Fenix                 |
| 18/09    | Primus Classic                                | Florian Sénéchal     | Deceuninck–Quick-Step      | Mathieu van der Poel          | Alpecin-Fenix                 |
| 21/09    | GP Denain (uitslag)                           | Jasper Philipsen     | Alpecin-Fenix              | Mathieu van der Poel          | Alpecin-Fenix                 |
| 29/09    | Eurométropole Tour                            | Fabio Jakobsen       | Deceuninck–Quick-Step      | Mathieu van der Poel          | Alpecin-Fenix                 |
| 02/10    | Ronde van Emilia (uitslag)                    | Primož Roglič        | Team Jumbo-Visma           | Mathieu van der Poel          | Alpecin-Fenix                 |
| 03/10    | Ronde van het Münsterland                     | Mark Cavendish       | Deceuninck–Quick-Step      | Mathieu van der Poel          | Alpecin-Fenix                 |
| 04/10    | Coppa Bernocchi                               | Remco Evenepoel      | Deceuninck–Quick-Step      | Mathieu van der Poel          | Alpecin-Fenix                 |
| 05/10    | Ronde van de Drie Valleien                    | Alessandro De Marchi | Israel Start-Up Nation     | Mathieu van der Poel          | Alpecin-Fenix                 |
| 06/10    | Milaan-Turijn                                 | Primož Roglič        | Team Jumbo-Visma           | Mathieu van der Poel          | Alpecin-Fenix                 |
| 07/10    | Ronde van Piemonte                            | Matthew Walls        | BORA-hansgrohe             | Mathieu van der Poel          | Alpecin-Fenix                 |
| 10/10    | Parijs-Tours (uitslag)                        | Arnaud Démare        | Groupama-FDJ               | Mathieu van der Poel          | Alpecin-Fenix                 |
| 16/10    | Grote Prijs van Plumelec                      | Arne Marit           | Sport Vlaanderen-Baloise   | Mathieu van der Poel          | Alpecin-Fenix                 |